# Saint-Pons (Alpes de Alta Provenza)
  Saint-Pons  es una localidad y comuna de Francia, en la región de Provenza-Alpes-Costa Azul, departamento de Alpes de Alta Provenza, en el distrito de Barcelonnette y  valle del río Ubaye.

## Demografía
| 193 | 178 | 350 | 401 | 507 | 641 |
| Para los censos de 1962 a 1999 la población legal corresponde a la población sin duplicidades (Fuente: INSEE [Consultar]) |     |     |     |     |     |

## Lugares de interés
- Iglesia del siglo XII
- Aeropuerto de Barcelonnette - Saint-Pons